# Samuel B. Hill (político de Washington)
Samuel Billingsley Hill (2 de abril de 1875 - 16 de marzo de 1958) fue un abogado, alcalde y congresista estadounidense del este de Washington.
Nacido en Franklin, Arkansas, Hill asistió a escuelas comunes, a la Universidad de Arkansas en Fayetteville, y se graduó de su departamento de derecho en 1898. Mientras estaba en la Universidad de Arkansas, fue miembro del Capítulo Xi de la Fraternidad Kappa Sigma.
Hill fue admitido en el colegio de abogados el mismo año y comenzó a ejercer la profesión en Danville, Arkansas. Mientras vivía en Danville, el joven Hill se desempeñó como alcalde y también como presidente del Comité Central Demócrata del Condado de Yell, Arkansas. Fue en Danville donde Hill también comenzó su búsqueda del desarrollo de áreas rurales. En 1899, Hill, J.E. Wooten y John McCarthy establecieron la Compañía de Peaje de Danville.
Se trasladó al oeste a Waterville, en el este de Washington, en 1904 y continuó ejerciendo la abogacía. Hill se desempeñó como fiscal del condado de Douglas de 1907 a 1911, y como juez del tribunal superior de los condados de Douglas y Grant de 1917 a 1924.
Hill fue elegido como demócrata para el Sexagésimo Octavo Congreso para llenar la vacante causada por la renuncia de J. Stanley Webster. Durante su tiempo en la Cámara de Representantes, Hill abogó por la financiación de la Presa Grand Coulee. El Wenatchee Dispatch lo llamó "Padre Político del Proyecto Grand Coulee".
Fue reelegido para el Sexagésimo Noveno Congreso y para los cinco congresos siguientes, y sirvió desde el 25 de septiembre de 1923 hasta su renuncia, efectiva el 25 de junio de 1936, después de haber sido confirmado como miembro de la Junta de Apelaciones Tributarias de los Estados Unidos (ahora el Tribunal Fiscal de los Estados Unidos) el 21 de mayo de 1936, sirviendo como juez en el tribunal hasta su jubilación el 30 de noviembre de 1953. Falleció en Bethesda, Maryland, el 16 de marzo de 1958. Fue sepultado en el Cementerio de Rock Creek, Washington D. C.